# Alexandra Ermakova
 (avril 2024).
Aleksandra Andreevna Ermakova, en russe : Александра Андреевна Ермакова, née le 24 novembre 1992, est une gymnaste rythmique russe.
Elle est notamment championne d'Europe junior par équipes ainsi qu'à la corde en 2006.